# السيدة بالفري في فندق كليرمونت (رواية)
السيدة بالفري في فندق كليرمونت (بالإنجليزية: Mrs. Palfrey at the Claremont)‏ هي رواية للكاتبة البريطانية إليزابيث تايلور، نشرت عام 1971، لأول مرة عن دار نشر تشاتو آند ويندوس.